# 青沼国夫
青沼 国夫（あおぬま くにお、1954年 - ）は、日本の日本語教育家。

## 経歴
1954年に岩手県胆沢郡前沢町（現・奥州市）に生まれる。1973年岩手県立水沢高等学校、1974年立教大学卒業。
日本語教育専門家として、タイ、フランス、サウジアラビアの大学や日系企業などに勤務。1999年チエンマイ大学、2002年キングサウド大学、2007年よりケラニア大学勤務。専門は第二言語習得理論。

## 学会
- 日本語教育学会会員
- 異文化間教育学会会員